# Erioptera (Erioptera) celestissima
Erioptera (Erioptera) celestissima is een tweevleugelige uit de familie steltmuggen (Limoniidae). De soort komt voor in het Afrotropisch gebied.